# Gudrid Thorbjørnsdatter
Gudrid Thorbjørnsdatter, islandsk: Guðríður Þorbjarnardóttir, (født før 1000 - død ?) var en islandsk opdagelsesrejsende og betragtes som den mest berejste kvinde i verden, fra tiden omkring år 1000. Historien beretter at hun rejste otte gange over Verdenshavene og at hun begav sig til fods tværs over Europa.
Gudrid blev født i Island , men sejlede til Grønland og Vinland. Det menes, at hun var den første kvinde af europæisk oprindelse, der fødte et barn i Amerika, sønnen Snorre Thorfinnsson. Hun gik angiveligt også til Rom.

## Biografi
Fortællingen om Gudrid, er fra Erik den Rødes saga, men der berettes også om hende i Grønlændernes saga men der er ikke altid sammenfald i beretningerne. Hun var, som nævnt i sagerne, datter af Thorbjørn, søn af Vífil, tidligere slave for Auðar den kloge, og Hallveig Einarsdatter. Hendes farfar var Sigmund Ketilsson, en nybygger fra Laugarbrekka (Hellnar) på Snæfellsnes.
Gudrids forældre boede på gården Laugarbrekka, hvor hun blev født, men da hun var ung flyttede familien til Grønland. På vejen til Grønland opstod der en masse problemer, og halvdelen af rejsefølget omkom. Til sidst nåede Thorbjørn til Grønland og Erik den Røde gav ham jorden på Stokkanes. Grønlændernes Saga beretter intet om hendes familie, men derimod berettes det at Leif den Lykkelige reddede en gruppe mænd, herunder hendes første mand Thorir Austmanni, fra et rev, og tog ham med til Brattahlid, hvor han blev syg og døde kort tid senere.
Gudrid blev gift igen med Thorstein Eiríksson, søn af Erik den Røde og bror til Leif den Lykkelige. Thorstein døde i en epidemi på vej til Vinland. Gudrids tredje mand var Thorfinn Karlsefni, søn af Thordur fra Glaumbær i Skagafjord. De sejlede til Vinland, og der var 160 mennesker med på ekspeditionen. De udforskede landet og nåede længere mod syd end andre før dem. De kom til et sted, som de kaldte Hóp. Den islandske klimaspecialist Pall Bergthorsson foreslog i 1997 at det kunne være Manhattan, hvor New York nu ligger.
Gudrid og Thorfinn opholdt sig tre år i Amerika. Mens de opholdt sig der fik hun sønnen Snorre. Det menes, at han blev født ca. 1004, og er den første europæiske mand, der blev født i Amerika. De opgav livet i Ameríka og drog tilbage til Grønland, og hurtigt videre til Norge. De boede kun en vinter i Norge, og tog derefter til Island hvor de bosatte sig i Glaumbær. Der fik de endnu en søn, Thorbjørn eller Bjørn.
Deres søn Snorre overtog Glaumbær efter sin fars død. Da Gudrid blev enke, tog hun syd på, og nåede til Rom. Da hun kom tilbage havde Snorre bygget den første kirke i Glaumbær. Ifølge Grønlændernes Saga havde hun levet som eneboer, og var nonne i Glaumbær de sidste år af sit liv.
4. marts 2011 var Islands Præsident Ólafur Ragnar Grímsson i audiens i Vatikanet hos Pave Benedikt 16, hvor han overrakte Paven en afstøbning af Ásmundur Sveinssons skulptur af Gudrid og hendes søn Snorre.